# Lohovo
Lohovo (szerbül: Лоховo) falu Bosznia-Hercegovinában, Bihács községben, a Bosznia-hercegovinai Föderáció Una-Szanai kantonjában. 

## Fekvése
Bihács központjától légvonalban 9, közúton 14 km-re délkeletre, az Una partján fekszik. Lohovo falu, vagy ahogy az emberek hívják Lovo falu a Lovsko brdo alatt húzódik az északi oldalon lévő Golubića falutól a déli oldalon lévő Loskuna nevű helyig. A régi időkben ezt a részt benőtte az erdő, amiben rengeteg vad élt, mint például szarvas, szarvas, őz, farkas, róka stb. A környező városokból vadászok jártak ide és vadásztak vadra, innen kapta a falu nevét is.

## Népessége
| Nemzetiségi csoport | Népesség 1991 | Népesség 2013 |
| ------------------- | ------------- | ------------- |
| Szerb               | 640           | 0             |
| Bosnyák             | 33            | 0             |
| Horvát              | 13            | 0             |
| Jugoszláv           | 19            | 0             |
| Egyéb               | 1             | 0             |
| Összesen            | 706           | 0             |

## Története
A régészeti leletek tanúsága szerint területe már az őskorban is lakott volt. Az Una bal partja mentén a Bukva nevű lelőhelyen, az alacsony vízállásnál előbukkanó kisebb szigetek  szélein facölöpök és gerendák csonkjai állnak ki a vízből és számos kerámiatöredék is található itt. A lelőhelyen 1976-ban Branka Raunig végzett szondázó ásatásokat, és a maradványokat egy kora vaskori, cölöpökre épített település nyomaiként azonosította.

## Nevezetességei
- A település természeti látványosságai az Una völgyének festő környezete és vízesései. A falu az Una Nemzeti Park része, Dvoslap vízeséstől a Troslapig mintegy 2 km hosszú erdei ösvény vezet. Az ökofaluként kialakított településen szálláslehetőségek (apartmanok, szobák és kis kemping), vendéglátás, parasztházak, ajándékbolt, csónak- és kerékpárkölcsönző, valamint az Una folyón csónakázási lehetőség is biztosított.[4][5]

- Drenovac vára. Lohovó községtől délre már találkoztunk egy várral, a Lohovói várral, de Lohovó várától délkeletre, közvetlenül a horvát határ mellett van egy másik dombvár, Drenovača. Légvonalban Drenovača körülbelül 1600 m-re van a Lohovói vártól, és egy sziklás, elhagyatott dombtetőn, 579 m magasságban fekszik, amely már messziről is jól látható. A vár ellipszis alakú, délkeletről északnyugatra nyúlik, hossza 170 m, szélessége 10 m. Ezt a dombot sáncok veszik körül, nyugatról egészen egyszerű, 2 m magas, keletről és délről pedig kettős sánccal állunk szemben, mely 4 m magasra emelkedik. A két utolsó sánc között délről út vezetett a belső fennsíkra, az északi oldalon pedig a külső sánc elé, ahol az igazi bejárat még mindig az íves töltéshez kapcsolódik. Továbbmenve a várbanban hét 3 m átmérőjű és 50 m magasságú kis halom található, majd a várból délnyugati oldalon leereszkedő legelőn 26 db 6 m átmérőjű és 1 m magas halom található.[6]